# Josip Pivarić
Josip Pivarić (Zagreb, 30. siječnja 1989.) umirovljeni je hrvatski nogometaš.

## Karijera

### Klupska
Pivarić je karijeru započeo u dinamovoj nogometnoj školi. Godine 2008. odlazi na posudbu u drugoligaša Lokomotivu za koju je u prvoj sezoni zabilježio 13 nastupa. U siječnju 2009. godine potpisao je profesionalni ugovor s Dinamom u trajanju od sedam i pol godina. 
U prijateljskoj utakmici protiv norveškog Strømsgodseta u siječnju 2016. godine, Pivariću su nastradali su prednji križni ligamenti. Hrvatski reprezentativac će tako izvan terena biti oko šest mjeseci pa mu je otpao i odlazak na Europsko prvenstvo u Francuskoj.
U kolovozu 2017. odlazi u kijevski Dinamo. Bivši dokapetan zagrebačkog Dinama je u modrome dresu upisao 174 nastupa, postigao 10 pogodaka i tome dodao 27 asistencija. U Ukrajini je lijevi bek potpisao trogodišnji ugovor.

### Reprezentativna
Od 2005. do 2008. za mlađe uzraste hrvatske nogometne reprezentacije nastupio je na 29 utakmica i postigao 2 pogotka.
Za hrvatsku A reprezentaciju je Pivarić debitirao u pobjedi 2:3 u prijateljskoj utakmici protiv Lihtenštajna u Vaduzu, 14. kolovoza 2013. godine.

## Priznanja

### Individualna
- 2018.: Odlukom Predsjednice Republike Hrvatske Kolinde Grabar-Kitarović odlikovan je Redom kneza Branimira s ogrlicom, za izniman, povijesni uspjeh hrvatske nogometne reprezentacije, osvjedočenu srčanost i požrtvovnost kojima su dokazali svoje najveće profesionalne i osobne kvalitete, vrativši vjeru u uspjeh, optimizam i pobjednički duh, ispunivši ponosom sve hrvatske navijače diljem svijeta ujedinjene u radosti pobjeda, te za iskazano zajedništvo i domoljubni ponos u promociji sporta i međunarodnog ugleda Republike Hrvatske, te osvajanju 2. mjesta na 21. Svjetskom nogometnom prvenstvu u Ruskoj Federaciji.[4]

### Klupska
Dinamo Zagreb
- 1. HNL (5): 2011./12., 2012./13., 2013./14., 2014./15., 2015./16.
- Hrvatski nogometni kup (3): 2011./12., 2014./15., 2015./16.

Dinamo Kijev
- Ukrajinski nogometni kup (1): 2019./20.
- Ukrajinski nogometni superkup (1): 2019./20.

### Reprezentativna
- Svjetsko prvenstvo: 2018. (2. mjesto)[5]